# Arved von Grünewaldt
Arved von Grünewaldt es un deportista sueco que compitió en vela en la clase Soling. Ganó una medalla en el Campeonato Mundial de Soling de 1974 y tres medallas en el Campeonato Europeo de Soling entre los años 1969 y 1979.

## Palmarés internacional
| Campeonato Mundial | Campeonato Mundial     | Campeonato Mundial | Campeonato Mundial |
| Año                | Lugar                  | Medalla            | Clase              |
| ------------------ | ---------------------- | ------------------ | ------------------ |
| 1974               | Palm Beach (Australia) | Medalla de bronce  | Soling             |
| Campeonato Europeo |                        |                    |                    |
| Año                | Lugar                  | Medalla            | Clase              |
| 1969               | Sandhamn (Suecia)      | Medalla de oro     | Soling             |
| 1970               | Hankø (Noruega)        | Medalla de plata   | Soling             |
| 1979               | La Rochelle (Francia)  | Medalla de bronce  | Soling             |